# Камни Бесконечности
Камни Бесконечности (англ. Infinity Stones), иногда называемые Камни космоса (англ. Cosmic Gems) — шесть камней огромной силы, описанные в комиксах издательства Marvel Comics. Любой, обладающий всеми шестью камнями и использующий их одновременно — например, с помощью Перчатки бесконечности — становится буквально всемогущим и всеведущим. В некоторых сюжетных линиях и кроссоверах появляется седьмой камень, помимо изначальных шести.
Камни бесконечности играют важную роль в первых трёх фазах (также называемых вместе «Сагой бесконечности») Кинематографической вселенной Marvel (КВМ).

## История публикаций
Камень души впервые появился в комиксе The Power of Warlock. Все шесть камней появляются во второй сюжетной линии «Войны Таноса», в ежегодном издании Avengers и Marvel Two-In-One. В этой истории Танос, используя скрытую силу камней, наполняет энергией гигантский камень, чтобы уничтожить все звёзды во вселенной.
В третьем выпуске комикса Серебряный Сёрфер главный герой упоминает камни, как «Камни космоса». Камни бесконечности были собраны Старейшинами вселенной, которые задумали соединить силу всех камней, чтобы высосать жизненную силу Галактуса, а затем самим создать вселенную заново. Старейшины являются самыми старыми существами во вселенной, они жили во вселенной, которая существовала до рождения текущей вселенной Марвел. Но Серебряный Сёрфер и несколько Старейшин препятствуют исполнению плана и камни теряются в чёрной дыре, в то время как Галактус поглощает остальных Старейшин. В последующей истории показано, что Старейшины не смогли войти в мир смерти из-за предыдущих козней Грандмастера, и потому Галактус оказывается отравлен изнутри старейшинами, которых поглотил. Серебряный Сёрфер, Мистер Фантастик и Невидимая леди отправляются в чёрную дыру, чтобы найти камни. Невидимая леди становится одержимой Камнем души, который наделён сознанием, и её злая вторая личность, Мэлис, пробуждается. Позже её удалось усмирить, камни были возвращены успешно извлечённым Старейшинам, а Галактус тем самым был спасён. Впоследствии, камни попадают в руки Старейшинам, перед началом их самой знаменитой истории.
В ограниченной серии комиксов «Thanos Quest» Танос впервые упоминает все камни, как «Камни бесконечности». Он методично подчиняет своей воле Старейшин, одного за другим, собирая все шесть камней. Как только Танос добивается цели, он устанавливает их в золотую перчатку (левая перчатка его облачения), которую он называет Перчаткой бесконечности. В этой истории раскрывается происхождение камней. Танос объясняет Бегуну, одному из Старейшин вселенной, что эти камни, на самом деле, останки когда-то жившего существа, чья сила была близка к абсолютной, но оно было очень одиноко (впоследствии им оказывается Nemesis). Не в состоянии вынести вечного одиночества, Немезис, в конце концов совершает самоубийство. Однако частицы его существа остаются и становятся Камнями бесконечности. Танос затем помещает все шесть драгоценных камней в перчатку.
В мини-сериале «Перчатка Бесконечности» Танос использует Камни Бесконечности, чтобы стать почти всемогущим, и убивает половину населения вселенной в качестве подарка своей любви, космическому воплощению Смерти. Хотя он легко отражает атаку со стороны героев Земли и других космических существ, Небула в конце концов украла у него Перчатку, которая отменяет его массовые убийства. Затем Адам Уорлок восстанавливает Рукавицы и делит Драгоценные камни на группу, которую он называет «Дозором Бесконечности», состоящую из него, супергероя Гаморы, Пипа Тролля, Дракса Разрушителя, Лунного дракона и его бывшего противника Таноса. Приключения группы в защите самоцветов появляются в сериале «Чернокнижник и часы бесконечности» (1992—1995).
Самоцветы рядом собрались злыми Колдуна альтер эго, в Мага, в 1992 году ограниченной серией «The Infinity War», где он потерпел поражение от Уорлока и Земли героев. В 1993 году в ограниченном сериале «Бесконечный крестовый поход» Богиня пытается уничтожить зло во вселенной, уничтожив свободную волю. Затем Драгоценные камни снова возвращаются Дозором Бесконечности.
В сюжетной серии «Танос» (2003—2004) Галактус собирает шесть самоцветов, но случайно открывает межпространственную сущность под названием «Голод» доступ ко вселенной Marvel. Танос и Галактус изгоняют сущность, и Драгоценные камни снова рассеиваются, за исключением Самоцвета Души, который Танос хранит для своего обычного хранителя Адама Чернокнижника. В «Новые Мстители: Иллюминаты», ограниченной серией 2007—2008 годов, клика героев Земли собирает Драгоценные камни и пытается желать их из существования, но обнаруживает, что они должны существовать как часть космического баланса. Вместо этого Иллюминаты разделяют и скрывают Драгоценные камни.
В сюжетной линии Мстителей 2010 года преступник-человек, известный как Капюшон, крадёт несколько самоцветов, но побеждён использованием оставшихся самоцветов; Иллюминаты пытаются снова их спрятать. Иллюминаты позже владеют Драгоценными камнями, чтобы остановить разрушение другой вселенной в свои, но Драгоценные камни разрушены усилием. Впоследствии, ранее исчезнувший камень Времени кажется Капитану Америке и некоторым Мстителям и переносит их в будущие реальности, разрушая время в процессе.
В результате вторжений весь Мультивселенный уничтожен. Тем не менее, Доктор Дум объединяет фрагменты нескольких альтернативных реальностей в Мир Битв. Доктор Стрэндж собирает Бесконечные Драгоценности из различных реальностей в новую Перчатку Бесконечности, которую он оставляет скрытой до возвращения выживших героев Земли-616. Впоследствии на «Рукавицу» претендует Т’Чалла (Чёрная пантера), который использует её, чтобы удерживать Doom-усиление в Бейондере до тех пор, пока Мистер Фантастик не сможет разрушить его источник энергии.
После воссоздания Мультивселенной, Драгоценности Бесконечности (теперь известные как Камни Бесконечности) воссозданы и разбросаны по всей вселенной, их цвета поменялись, а некоторые приобрели неразрезанные слитки. В Marvel Legacy # 1 Космический камень (теперь окрашен в синий цвет) появляется на Земле, где Морозный Гигант, работающий на Локи, крадёт его из хранилища Щ. И. Т.А, однако он перехвачен и побеждён воскресшей Росомахой. Звёздный Лорд обнаружил очень большой Камень Силы (теперь окрашенный в пурпурный цвет), защищаемый Новым Корпусом, и альтернативная вселенная Питер Квилл. У Старкилла есть Камень Реальности (теперь красного цвета). В будущей версии Ghost Rider обнаружен осколок Камня Времени (теперь окрашен в зелёный цвет), в то время как в настоящее время полный камень восстанавливает разрушенную планету. Сакаар и утверждается Супер-Скруллом. Камень разума (теперь окрашен в жёлтый цвет) находится на Земле в руках мелкого жулика Турка Барретта, а Камень души (теперь окрашен в оранжевый цвет) упоминается Адаму Уорлоку быть в руках своего тёмного аспекта, Магусу; однако, Альтрон может требовать его после засады и убийства его. Камни имеют карманную вселенную, существующую в каждом из них. Адам Уорлок использует Камень Души, чтобы дать разум каждому из Камней, которые затем путешествуют по вселенной, находя подходящего хозяина и связываясь с ними.

## Описание
Каждый камень выглядит как маленький, гладкий овал, и известен по соответствующим силам. Каждый представляет одно из свойств бытия и обладание одним единственным камнем в теории даёт способность управлять аспектом бытия, который представляет камень. Камни нельзя уничтожить, но однажды это сделал Капитан Америка. Дважды случалось, что один или несколько камней появлялись, как тёмно-розовые сферы диаметром около 1.8 метра. В другие разы камни появлялись в привычном размере, но в другой расцветке (к примеру, Камень души был красного цвета, когда им владел Гарднер). В Ультравёрсе, камни, слившиеся в существо Немезида, были снова разделены после масштабной битвы Ультрасилы и Мстителей. Камни Пространства, Силы, Души и Разума также могут превращаться в человекоподобных существ. Неизвестно каким образом появляются и исчезают эти существа.
- Камень Души — возможно опаснейший из всех, этот камень обладает разумом и испытывает голод, утолить который могут только души. Он позволяет своему владельцу похищать, подчинять и изменять души живых или мёртвых. Адам Уорлок был единственным хранителем этого камня в течение многих лет и чувствовал ответственность за все те души, которые он сам забрал. Как ни странно, камень является вратами в идиллическую карманную вселенную.
- Камень Силы — камень имеет доступ ко всей силе и энергии, когда-либо существовавшей или существующей в будущем, питает другие камни и усиливает их эффекты. Камень позволяет владельцу дублировать практически любую физическую сверхчеловеческую способность и становиться неуязвимым, а потому и непобедимым, используя одну лишь сплошную силу.
- Камень Времени — камень даёт своему обладателю полную власть над временем. С его помощью становятся доступными или видимыми прошлое, настоящее и будущее. В совершенстве владеющий камнем может использовать его силу как оружие, заманивая в ловушки врагов или даже целые миры в бесконечные петли времени. Камень также может заставить объекты и существ физически возвращаться к юному возрасту или стареть.
- Камень Пространства — камень позволяет своему владельцу существовать в любом окружающем пространстве, будь то космос или подводные глубины; перемещать объекты, себя и других существ в любой уголок вселенной; деформировать и перестраивать пространство.
- Камень Реальности — единственный камень, который был в текучем виде. Он позволяет своему владельцу осуществлять любые желания, даже если эти желания противоречат научным законам. Если неосторожно его использовать, камень может привести к бедствию. Затрагивая границу реальности, он вызывает катастрофические повреждения, которые могут быть изолированы только силой Камня пространства, Камня души и Камня силы.
- Камень Разума — самый разрушительный среди всех. Камень позволяет увеличивать силу сознания владельца и получать доступ к мыслям и снам других существ. При поддержке Камня силы, с его помощью возможно получить доступ одновременно ко всем существующим разумам. Камень также может выпускать внутренних демонов, кем бы они ни были в других вселенных, и загонять их обратно.
- Камень Эго — седьмой камень содержит сознание Немезиды, и сливаясь с остальными камнями превращается в космическое существо, неотъемлемой частью которого однажды были все эти камни. Камень также позволяет управлять энергией измерений. В отличие от всех остальных камней, этот был найден в Ультравселенной, когда Локи попытался украсть остальные камни у их владельцев. Камень даёт своему обладателю власть над любыми измерениями.

## Появление в других медиа

### Кинематографическая вселенная Marvel
Камни Бесконечности (Кинематографическая вселенная Marvel) — шесть сингулярностей - остаточных систем, спрессованных в слитки кристаллической формы, возникших во время возникновения Вселенной в процессе Большого Взрыва. Камни Бесконечности контролируют отдельные аспекты бытия, и полностью подвластны существам, обладающим космической силой и выносливостью. Простые существа, не имеющие достаточной силы и выносливости, при контакте с Камнями непременно погибнут, хотя при этом и смогут использовать их в своих целях. Сила Камней распространяется на всю Вселенную, в которой они появились, и может быть использована в альтернативных реальностях, даже при условии, что в этих реальностях уже существуют свои Камни Бесконечности. Камни выделяют бесконечное количество энергии, которое многие цивилизации использовали для прогрессирования уровня жизни и развития технологий.

#### История появления Камней Бесконечности в КВМ
Во время международного фестиваля San Diego Comic-Con в 2010 году, представители издательства Marvel продемонстрировали Перчатку Бесконечности. Перчатка Бесконечности появилась на короткое время в фильме «Тор» (2011), она была в хранилище артефактов Одина. Однако в фильме «Тор: Рагнарёк» (2017) выяснилось, что это подделка, в то время как настоящая Перчатка находилась у Таноса и была впервые показана в послетитровой сцене фильма «Мстители: Эра Альтрона» (2015): в фильме «Мстители: Война бесконечности» (2018) открывается, что Перчатку Таносу выковал гном Эйтри на Нидавеллире. Проекция всех Камней Бесконечности появляется в хранилище Коллекционера в фильме «Стражи Галактики» (2014). В фильме «Мстители: Эра Альтрона» (2015) в видении Тора можно увидеть все Камни, появившиеся в киновселенной на тот момент. Впервые все Камни появляются в фильме «Мстители: Война бесконечности» (2018).
| Название Камня      | Цвет Камня | Артефакт / Оболочка | Первое появление                | Прочие появления | Известные местонахождения | Известные владельцы |
| ------------------- | ---------- | ------------------- | ------------------------------- | --- | --- | --- |
| Камень Пространства | Голубой    | Тессеракт           | «Тор»                           | «Первый мститель», «Мстители», «Мстители: Эра Альтрона», «Тор: Рагнарёк», «Мстители: Война бесконечности», «Капитан Марвел», «Мстители: Финал», «Локи», «Что если…?», «Доктор Стрэндж: В мультивселенной безумия» | Асгард, Тёрнсберг (Норвегия), база «ГИДРЫ» в Альпах, Арктика, лагерь «Лихай» (Нью-Джерси), лаборатория Марр-Велл (орбита Земли), база «Щ.И.Т.» и НАСА, Нью-Йорк, космический корабль с Сакаара, Титан, Ваканда, планета 0259-S (Титан II)Территория ирокезов (Северная Америка), Тюрьма Верховного Стрэнджа | Один, Красный Череп, Говард Старк, Мар-Велл, Гуся, Ник Фьюри, Локи, Тор, Хеймдаль, Танос, Железный человек, Мстители, Халк, Капитан АмерикаУВИ, Альтрон, Арним Зола и Киллмонгер, Доктор Стрэндж, Каххори, Капитапн Картер  |
| Камень Разума       | Жёлтый     | Скипетр             | «Мстители»                      | «Первый мститель: Другая война», «Мстители: Эра Альтрона», «Первый мститель: Противостояние», «Мстители: Война бесконечности», «Мстители: Финал», «ВандаВижн», «Что если…?»                                       | Мир Читаури, Нью-Йорк, Заковия, Сеул, Эдинбург, Ваканда, планета 0259-S (Титан II)Тюрьма Верховного Стрэнджа | Танос, Читаури, Локи, Щ. И.Т, Барон Штрукер, Железный человек, Альтрон, Вижн, Человек-муравей, Мстители, Халк, Капитан АмерикаЧеловек-паук, Арним Зола и Киллмонгер, Доктор Стрэндж, Капитан Картер                         |
| Камень Реальности   | Красный    | Эфир                | «Тор 2: Царство тьмы»           | «Мстители: Эра Альтрона», «Мстители: Война бесконечности», «Мстители: Финал», «Что если…?», «Доктор Стрэндж: В мультивселенной безумия»                                                                           | Тёмное измерение, Лондон, Асгард, Забвение, Титан, Ваканда, планета 0259-S (Титан II)Тюрьма Верховного Стрэнджа | Малекит, Бёр, Джейн Фостер, асгардцы, Коллекционер, Танос, Ракета, Мстители, Халк, Железный человек, Капитан АмерикаАльтрон, Арним Зола и Киллмонгер, Доктор Стрэндж, Капитан Картерр                                       |
| Камень Силы         | Фиолетовый | Сфера               | «Стражи Галактики»              | «Мстители: Эра Альтрона», «Мстители: Война бесконечности», «Мстители: Финал», «Что если…?», «Доктор Стрэндж: В мультивселенной безумия»                                                                           | Мораг, Забвение, Ксандар, Титан, Ваканда, планета 0259-S (Титан II)Тюрьма Верховного Стрэнджа | Искатель Эсон, Звёздный Лорд и Стражи Галактики, Ронан Обвинитель, Корпус Нова, Танос, Воитель, Мстители, Халк, Железный человек, Капитан АмерикаТ’Чалла, Альтрон, Арним Зола и Киллмонгер, Доктор Стрэндж, Капитан Картерс |
| Камень Времени      | Зелёный    | Глаз Агамотто       | «Доктор Стрэндж»                | «Тор: Рагнарёк», «Мстители: Война бесконечности», «Мстители: Финал», «Что если…?» | Камар Тадж (Непал), Санктум Санкторум (Нью-Йорк), Титан, Ваканда, планета 0259-S (Титан II)Замок во временной аномалии 1602 года, Тюрьма Верховного Стрэнджа | Агамотто, Древняя, Доктор Стрэндж, Танос, Халк, Мстители, Железный человек, Капитан АмерикаАльтрон, Арним Зола и Киллмонгер, Хела, Тор, Тони Старк, Капитан Картер                                                          |
| Камень Души         | Оранжевый  | Отсутствует         | «Мстители: Война бесконечности» | «Мстители: Финал», «Что если…?», «Доктор Стрэндж: В мультивселенной безумия» | Вормир, Титан, Ваканда, планета 0259-S (Титан II)Тюрьма Верховного Стрэнджа | Красный Череп, Танос, Соколиный глаз, Мстители, Халк, Железный человек, Капитан АмерикаАльтрон, Т’Чалла, Арним Зола и Киллмонгер, Доктор Стрэндж, Капитан Картер                                                            |

#### Камень Пространства
- Камень Пространства, изначально содержавшийся в Тессеракте (основанном на Космическом кубе из Marvel Comics) — Камень Бесконечности, контролирующий один из аспектов бытия — аспект Пространства. Камень даёт пользователю возможность открывать червоточины и мгновенно перемещаться в пространстве в пределах Вселенной. Пользователь Камня Пространства может во всех смыслах манипулировать пространством — перемещать объекты (телекинетические действия), изменять их плотность и размеры; использовать пространство — как щит; открывать Чёрные дыры и так далее. Камень Пространства выделяет бесконечное количество энергии, находясь в своей оболочке — Тессеракте. В 1943 году Тессеракт использовался командиром организации «ГИДРА» Иоганном Шмидтом для создания универсального оружия. В 1970 использовался проектом «П.Е.Г.А.С.», организации «Щ.И.Т.», для создания сверхскоростных космических двигателей под руководством Мар-Велл, учёной расы Крии. Во время нападение отряда Крии на Мар-Велл и пилота Кэрол Дэнверс взрыв подобного двигателя наделяет Кэрол сверхспособностями. Позже во время событий фильма «Капитан Марвел» Тессеракт бын найден Кэрол Дэнверс и Ником Фьюри на орбитальной базе, созданной Мар-Велл, после чего находился на Земле у организации «Щ.И.Т.». В 2012 году во время событий фильма «Мстители» Тессеракт был похищен Локи, посланным Таносом, и использовался для открытия портала, через который на Землю вторглись Читаури. После того, как собранная Ником Фьюри команда Мстителей останавливают Локи, Тессеракт отправляют в Асгард, где он хранится до событий фильма «Тор: Рагнарёк», когда был тайно выкраден Локи непосредственно перед Рагнарёком. Позже во время нападения на корабль выживших асгардцев Тессеракт был раздавлен Таносом, а сам Камень помещён в Перчатку Бесконечности. Собравший все Камни Танос щёлкает пальцами и стирает половину населения Вселенной. После «Щелчка» Таноса Камень был уничтожен его же силой самим Таносом, так как последний не видел смысла в его существовании, поскольку Камень уже выполнил свою работу. В 2023 году Мстители, открывшие способ путешествия во времени, попытались изъять альтернативный Камень Пространства из 2012 года в ходе операции «Хрононалёт», однако попытка провалилась, и Камень получает Локи. Другой альтернативный Камень Пространства был изъят из альтернативного 1970 года Тони Старком и использован в дальнейшем Брюсом Бэннером для отмены «Щелчка» Таноса. Камень вместе с другими альтернативными Камнями был использован Тони Старком с целью уничтожения армии альтернативного Таноса из 2014 года. В итоге альтернативный Камень Пространства был возвращён в 1970 год Стивом Роджерсом. Альтернативная версия Камня Пространства из 2012 года, украденная Локи, появилась в событиях сериала «Локи», где Тессеракт был использован Локи для телепортации в пустыню Гоби, а затем конфискован организацией «УВИ», у которой хранились нескольких других его альтернативных версий. Также несколько альтернативных версий Камня Пространства появились в событиях первого и второго сезонов анимационного сериала «Что, если...?» (2021).

#### Камень Разума
- Камень Разума, первоначально содержавшийся в Скипетре Локи, а позже на лбу Вижна — Камень Бесконечности, контролирующий один из аспектов бытия — аспект Разума. Камень даёт пользователю возможность повышать интеллект и наделять других существ разумом. Пользователь Камня Разума может манипулировать разумом других существ. Камень также способен проецировать энергетические взрывы и содержит в себе искусственный интеллект, который может сделать разумными андроидов или роботизированных существ. Камень был найден Таносом, встроен в Скипетр и отдан Локи для проведения вторжения на Землю и получения Тессеракта, однако Скипетр был утерян Локи и захвачен Мстителями. Позже попал в распоряжении агентов организации «ГИДРА», встроенных в организацию «Щ.И.Т». Воздействие Камня Разума также наделило Пьетро Максимоффа сверхскоростными способностями и значительно усилило врождённые магические способности Ванды, превратив её в Алую ведьму. Во время событий фильма «Мстители: Эра Альтрона». Камень Разума был изъят у организации «ГИДРА» в Заковии и поступил в распоряжение Тони Старка, после чего способствовал созданию Альтрона и Вижна. До 2018 года Камень содержался у Вижна, однако позже был уничтожен Вандой Максимофф, но затем восстановлен Таносом с помощью другого Камня Бесконечности — Камня Времени, вынут из головы Вижна и помещён в Перчатку Бесконечности. Собравший все Камни Танос щёлкает пальцами и стирает половину населения Вселенной. После «Щелчка» Таноса Камень был уничтожен его же силой самим Таносом, так как последний не видел смысла в его существовании, поскольку Камень уже выполнил свою работу. В 2023 году альтернативный Камень Разума был изъят из альтернативного 2012 года Стивом Роджерсом и Скоттом Лэнгом в ходе операции «Хрононалёт» и использован в дальнейшем Брюсом Бэннером для отмены «Щелчка» Таноса. Камень вместе с другими альтернативными Камнями был использован Тони Старком с целью уничтожения армии альтернативного Таноса из 2014 года. В итоге альтернативный Камень Разума был возвращён в 2012 год Стивом Роджерсом. В дальнейшем Камень появился в сериале «Ванда/Вижн» в воспоминаниях Ванды, благодаря его способностям Ванда создала симулятор Вижна и двух сыновей, Билли и Томми. В дальнейшем несколько альтернативных версий Камня Разума появились в событиях сериала «Локи» (в отделении организации «УВИ») и в событиях первого сезона анимационного сериала «Что, если...?» (2021).

#### Камень Реальности
- Камень Реальности, изначально в форме Эфира — Камень Бесконечности, контролирующий один из аспектов бытия — аспект Реальности. Оболочка Камня — Эфир — находится в жидком состоянии и при необходимости может быть превращена в кристаллическую форму. Камень даёт пользователю возможность изменять реальность, создавать иллюзии, высасывать жизненную силу из других существ, нарушать законы физики и отражать любые угрозы, которые он обнаруживает. Камень долго использовался Тёмными эльфами во главе с Малекитом Проклятым, но в процессе их падения был закован в подземелье Бёром. В 2013 году во время событий фильма «Тор: Царство тьмы» Камень был найден Джейн Фостер, и он проникает в его тело. В это же время за Камнем начинает охоту пробудившиеся Тёмные эльфы во главе с Малекитом, которому удаётся заполучить Эфир, но в итоге его побеждает Тор. Позже Эфир был отдан Коллекционеру. В 2018 году Эфир был спрессован Таносом в Камень и помещён в Перчатку Бесконечности. Собравший все Камни Танос щёлкает пальцами и стирает половину населения Вселенной. После «Щелчка» Таноса Камень был уничтожен его же силой самим Таносом, так как последний не видел смысла в его существовании, поскольку Камень уже выполнил свою работу. В 2023 году альтернативный Камень Реальности был изъят из альтернативного 2013 года Ракетой в ходе операции «Хрононалёт» и использован в дальнейшем Брюсом Бэннером для отмены «Щелчка» Таноса. Камень вместе с другими альтернативными Камнями был использован Тони Старком с целью уничтожения армии альтернативного Таноса из 2014 года. В итоге альтернативный Камень Реальности был возвращён в 2013 год Стивом Роджерсом. В дальнейшем несколько альтернативных версий Камня Реальности появились в событиях сериала «Локи» (в отделении организации «УВИ») и в событиях первого сезона анимационного сериала «Что, если...?» (2021).

#### Камень Силы
- Камень Силы, первоначально содержавшийся в Сфере, а позже в Косми-пруте Ронана — Камень Бесконечности, контролирующий один из аспектов бытия — аспект Cилы. Камень даёт пользователю значительно повышенную силу и увеличивает мощность всего, в чём он находится (например, Косми-прут Ронана или Перчатка Бесконечности). Камень усиливает способности других Камней Бесконечности, если их использовать одновременно. Камень чрезвычайно мощен и нестабилен, разрушает слабых существ, вызывает неожиданные взрывы и всплески энергии. До 2014 года Камень находился в храме на заброшенной планете Мораг, где во время событий фильма «Стражи Галактики» он был найден Звёздным Лордом, который позже объединяется в команду с Гаморой, Драксом, Ракетой и Грутом. После неудачной попытки продать Сферу Коллекционеру Камнем на некоторое время завладевает Ронан Обвинитель, но в итоге вновь оказывается у команды Квилла, назвавшейся Стражами Галактики. Команда решает отдать Камень на хранение Корпусу Нова, где находился до 2018 года. В 2018 году Корпус Нова был уничтожен Таносом, а сам Камень помещён в Перчатку Бесконечности. Собравший все Камни Танос щёлкает пальцами и стирает половину населения Вселенной. После «Щелчка» Таноса Камень был уничтожен его же силой самим Таносом, так как последний не видел смысла в его существовании, поскольку Камень уже выполнил свою работу. В 2023 году альтернативный Камень Силы был изъят из альтернативного 2014 года Джеймсом Роудсом в ходе операции «Хрононалёт» и использован в дальнейшем Брюсом Бэннером для отмены «Щелчка» Таноса. Альтернативный Танос из 2014 года во время битвы за Вселенную применяет Камень против Капитана Марвел. Камень вместе с другими альтернативными Камнями был использован Тони Старком с целью уничтожения армии альтернативного Таноса из 2014 года. В итоге альтернативный Камень Силы был возвращён в 2014 год Стивом Роджерсом. В дальнейшем несколько альтернативных версий Камня Силы появились в событиях сериала «Локи» (в отделении организации «УВИ») и в событиях первого сезона анимационного сериала «Что, если...?» (2021).

#### Камень Времени
- Камень Времени, первоначально хранившийся в Глазу Агамотто (основанный на одноимённом предмете из Marvel Comics) — Камень Бесконечности, контролирующий один из аспектов бытия — аспект Времени. Камень даёт пользователю возможность манипулировать временем, контролировать вероятности и заглядывать в будущие временные рамки и возможные события. До и после 2016 года Камень находился на Земле в Санктум Санкторуме. В 2016 году Доктор Стрэндж успешно использует Камень при противостоянии с властителем Тёмного измерения — Дормамму. В 2018 году после неудачной попытки Чёрного Ордена захватить Камень Доктор Стрэндж с его помощью заглядывает в будущее, определяя исход сражения с Таносом. Позже Доктор Стрэндж в обмен на жизнь Старка отдаёт Камень Времени Таносу. Танос помещает Камень в Перчатку Бесконечности. В Ваканде Танос использует Камень для восстановления Вижна для того, чтобы изъять у него Камень Разума. Собравший все Камни Танос щёлкает пальцами и стирает половину населения Вселенной.  После «Щелчка» Таноса Камень был уничтожен его же силой самим Таносом, так как последний не видел смысла в его существовании, поскольку Камень уже выполнил свою работу. В 2023 году альтернативный Камень Времени был изъят из альтернативного 2012 года Брюсом Бэннером в процессе операции «Хрононалёт» и использован в дальнейшем самим Брюсом Бэннером для отмены «Щелчка» Таноса. Камень вместе с другими альтернативными Камнями был использован Тони Старком с целью уничтожения армии альтернативного Таноса из 2014 года. В итоге альтернативный Камень Времени был возвращён в 2012 год Стивом Роджерсом. В дальнейшем несколько альтернативных версий Камня Времени появились в событиях сериала «Локи» (в отделении организации «УВИ») и в событиях первого сезона анимационного сериала «Что, если...?» (2021).

#### Камень Души
- Камень Души, первоначально расположенный на планете Вормир — Камень Бесконечности, контролирующий один из аспектов бытия — аспект Души. Камень даёт пользователю возможность манипулировать живыми душами: проверять их наличие; выбивать их из физического тела и так далее. Камень также содержит карманное измерение, называемое Миром душ, где человек встречает кого-то близкого ему после использования Камня. Уникально то, что для получения Камня необходимо провести ритуал жертвоприношения, потеряв того, кого любишь — «Душу за душу». До 2018 года Камень находился на Вормире под охраной Красного Черепа. Для получения Камня, Танос жертвует своей приёмной дочерью — Гаморой, тем самым получив Камень и поместив его в Перчатку Бесконечности. Собравший все Камни Танос щёлкает пальцами и стирает половину населения Вселенной.  После «Щелчка» Таноса, Камень был уничтожен его же силой самим Таносом, так как последний не видел смысла в его существовании, поскольку Камень уже выполнил свою работу. В 2023 году альтернативный Камень Души был изъят из 2014 года Клинтом Бартоном в обмен на жизнь Наташи Романофф в ходе операции «Хрононалёт» и использован в дальнейшем Брюсом Бэннером для отмены «Щелчка» Таноса. Камень вместе с другими альтернативными Камнями был использован Тони Старком с целью уничтожения армии альтернативного Таноса из 2014 года. В итоге альтернативный Камень Души был возвращён в 2014 год Стивом Роджерсом. Также несколько альтернативных версий Камня Души появились в событиях первого сезона анимационного сериала «Что, если...?» (2021).

### Мультипликация
- Перчатка Бесконечности появляется в The Super Hero Squad Show. Попытка создать и использовать Перчатку бесконечности является основной темой многих серий первой половины второго сезона. В данном шоу они называются «Самоцветы бесконечности», но иногда зовутся и Камнями Бесконечности. В течение второго сезона Танос находится в поисках камней по всей вселенной. Собрав все шесть, Танос с Перчаткой бесконечности вызывает на бой команду супергероев, но Тёмный Сёрфер крадёт её и затем использует вместе с Мечом бесконечности. В конце серии оба артефакта разбивают на Фракталы бесконечности и развевают по всей вселенной.
- В мультсериале «Мстители. Величайшие герои Земли» появляется камень души во лбу Адама Уорлока, когда он прибывает вместе со Стражами Галактики на Землю за Майклом Корваком. Когда Оса спрашивает, почему вы вдруг заговорили на нашем языке, Квазар отвечает, что мы говорим с вашим разумом при помощи камня души Адама Уорлока.
- Камни бесконечности появляются в неосновной сюжетной линии второго сезона Avengers Assemble. Здесь представлены всего пять камней из шести (Камень души не появляется по определённым причинам) и оказывают влияние на каждого, кто ими завладевает, до тех пор, пока их (камни) не устанавливают в Перчатку бесконечности. Во втором сезоне Мстители сталкиваются с различными угрозами, вызванными четырьмя камнями: Камень времени, попав в реактор Железного человека, делает Тони Старка моложе, и вызывает волны времени, которые приносят угрозы из прошлого и будущего. Использование Камня разума Модоком вызывает эффект обмена телами среди Мстителей. Верховный эскадрон использует Камень реальности для изменения истории так, чтобы Мстители стали злодеями, а контроль Локи над Камнем пространства почти приводит к крушению Асгарда на землю. Танос требует камни и помещает их в Перчатку бесконечности перед тем, как уйти. В серии Thanos Triumphant, Мстители сражаются с Таносом, побеждая его, но Альтрон, завладевший Арсеналом, забирает Камни бесконечности, лишая их силы.

### Видеоигры

#### Серия Marvel Super Heroes
- Камни бесконечности появляются в видеоигре Marvel Super Heroes: War of the Gems (основанной на сюжете комикса Infinity Gauntlet) на приставке SNES, а также в Marvel Super Heroes для аркадных игровых автоматов, которая затем была портирована на Sеga Saturn и Sony PlayStation.
- Камни бесконечности, включая Камень «эго» в форме Меча бесконечности, появляются в видеоигре Marvel Super Hero Squad: The Infinity Gauntlet.

#### Серия Marvel vs. Capcom
- В Marvel vs. Capcom 2: New Age of Heroes Танос использует Камни силы, души, реальности и пространства.
- В Marvel vs. Capcom: Infinite присутствуют 6 камней бесконечности (силы, разума, души, космоса, времени и реальности). Что характерно, использовать их может не только Танос, но и остальные управляемые персонажи (по одному камню на команду).

##### Fortnite
В игру была введена Перчатка бесконечности, с помощью которой можно было превратиться в Таноса и играть за него

### Heroclix
- С января по август 2012 года Wizkids представляла программу Перчатка бесконечности в магазинах, где проводятся турниры по Heroclix. Каждый месяц новый камень (используемый в данной игре) выдавался в качестве приза, начиная с Перчатки бесконечности. После этого, каждый появляющийся камень можно было добавить к перчатке, таким образом увеличивая её мощь. Камни бесконечности можно было установить на специальную подставку, идущую вместе с Перчаткой бесконечности, либо на подставку Старейшин, с которыми сталкивался Танос в истории Thanos Quest. Данная подставка также идёт в качестве приза, и может быть использована в игре как трёхмерный объект[источник не указан 3539 дней].

### Разное
- Перчатка бесконечности была представлена в наборе игральных карт Impel Marvel Universe, в игре Fleer Overpower и в The Upper Deck Entertainment Heralds of Galactus, в дополнительном комплекте для VS System.
- Копии Перчатки бесконечности выдавались в качестве призов на Ultimate Fighting Tournament 8, турнире «Дорога к Evo» 2012 в году[10].
- В сериале Парки и зоны отдыха, в серии Вторая статья, во время обструкции на городском совете Pawnee, герой Паттона Освальта ссылается на Камень реальности как средство, способное соединить вселенную Marvel, принадлежащую сейчас Disney, и вселенную «Звёздных войн», в качестве части сюжета для седьмого фильма «Звёздные войны» (Звёздные войны: Пробуждение силы), снятый Дж. Дж. Абрамсом.
- Камни бесконечности очень похожи на Изумруды хаоса из вселенной Соника. Но Камни соперничают с Изумрудами.
- Камни бесконечности вместе с перчаткой появлялись в различных наборах настольный игры Munchkin Marvel. Игрок, собравший их все, автоматически выигрывает игру.

### Пародии
- В одночасовой серии Reality Trip сериала «Дэнни-призрак», злодей Фрикшоу шантажирует Дэнни и его друзей с целью получить «Камни реальности» для своего оружия, Перчатки реальности (оба артефакта являются пародией на Камни и Перчатку бесконечности). Однако данная перчатка отличается в длине (она до локтя) и имеет только четыре камня вместо шести.
- В одной серии «Симпсоны» показана альтернативная версия Перчатки, которую использовал Кодос.